# Río Sele
El Sele es un importante río de la región italiana de la Campania, de 64 km de longitud, el segundo de la región y del sur de Italia por volumen medio de aguas después del Volturno, y que desemboca en el Mar Tirreno

## El curso del río
El río nace en el monte Paflagone (contrafuerte del monte Cervialto) en la Irpinia, discurriendo impetuosamente hasta Calabritto. Aquí su aporte de agua mayor, a 420 m en las cercanías de Caposele (en la actualidad canalizada casi por completo para alimentar el gran Acueducto pugliés) y luego, también por la izquierda, el río Temete.
Discurre luego hacia el sur regando los centros de Quaglietta y Contursi Terme y recibiendo cerca de este último por la izquierda su principal afluente: el Tanagro, que hace que su caudal aumente significativamente.
A partir de esta confluencia el río disminuye su velocidad, y discurre caudaloso formando meandros, atravesando el Oasis de Persano, zona de gran importancia natural. Cerca de Éboli el río se introduce en una ancha y fértil llanura de aluvión conocida como la llanura del Sele. Cerca de Ponte Barizzo el Sele recibe su último afluente importante: el Calore Lucano. Desde aquí algunos meandros llevan al río hacia su último tramo antes de desembocar en el Golfo de Salerno. 
En la zona de Avellino los mayores afluentes del Sele son el Temete (a la izquierda), el torrente de Calabritto y el Piceglia (a la derecha).
En la provincia de Salerno recibe por la izquierda los ríos Tanagro y Calore Lucano y los torrentes Alimenta y Lama; por la derecha los canales Acque Alte Lignara y Campolungo, y los torrentes Acerra, Telegro, Tenza, Trigento y Vonghia.

## Características hidrológicas
El Sele es un río bastante rico en aguas (sus manantiales se recogen en gran parte pata el Acueducto Pugliés) y de caudal bastante constante (en la desembocadura casi 69 m³/s). Sin embargo, puede verse afectado por importantes crecidas cuando hay fuertes precipitaciones, sobre todo por la gran aportación de los afluentes Tanagro y Calore Lucano.

## Aspectos
El Tanagro, principal afluente del Sele; su cuenca es bastante más extensa que la del Sele (1835 km²).
Hay que señalar además que uniendo los recorridos de estos dos ríos surgiría el río Tanagro-Sele de unos 130 km de longitud, que sería en ese caso el segundo de la región de Campania tras el Volturno por longitud.